# Ceratocorema semihyalinum
Ceratocorema semihyalinum is een vlinder uit de familie wespvlinders (Sesiidae), onderfamilie Tinthiinae.
Ceratocorema semihyalinum is voor het eerst wetenschappelijk beschreven door Hampson in 1919. De soort komt voor in het Oriëntaals gebied.